# Suche impotenten Mann fürs Leben
Suche impotenten Mann fürs Leben ist eine deutsche Filmkomödie aus dem Jahr 2003. Es ist die Literaturverfilmung des gleichnamigen Romanes von Gaby Hauptmann.

## Handlung
Carmen ist von der Männerwelt enttäuscht. Nachdem ihr Freund Peter mal wieder nur Sex von ihr wollte, setzt sie ihn vor die Tür und schaltet eine Anzeige, in der sie einen impotenten Mann sucht. Sie will einfach keinen sexuellen Stress mehr, sondern eine harmonische Beziehung mit einem intelligenten Mann führen. Auf ihre Anzeige antworten mehrere Männer, die unterschiedlicher nicht sein können. Nachdem sie mehrere Enttäuschungen erlebt hat, findet sie mit David ihren Traummann.

## Kritik
„Belanglose, inszenatorisch und darstellerisch erschreckend schwache Beziehungskomödie ohne jeden Anflug von Eigenständigkeit und Inspiration.“

„Regisseur John Henderson sind bei der Adaption des Gaby-Hauptmann-Romans andere Dinge wichtiger. Gastauftritte von Dirk Bach und Wigald Boning etwa. Dass er einräumt, die Dialoge von Frau zu Frau ‚ins Blaue hinein‘ fabuliert zu haben, werten wir als zusätzliches Eigentor.“

„Nach dem gleichnamigem Bestseller von Gaby Hauptmann entstand eine jener Beziehungskomödien, bei der man ab der ersten Minute weiß, wo das Ganze lang läuft. Die Gags sind meist eher mau und die Regie strotzt nicht gerade vor Innovationen. Wirklich witzig: die Gastauftritte der Comedians Dirk Bach und Wigald Boning als potenzielle Impotente.“

## Veröffentlichung
Der Film startete am 3. April 2003 in den deutschen Kinos und wurde von 279.968 Zuschauern gesehen. Seit dem 23. September 2004 ist er als DVD erhältlich.